# Красный Октябрь (Крымский район)
Красный Октябрь — хутор в Крымском районе Краснодарского края.
Входит в состав Кеслеровского сельского поселения.

## Инфраструктура

### Улицы
- ул. Шаумяна.

## География
От хутора, до города Крымска 27 км езды, до Краснодара - 140 км. Возле хутора протекает ерик Чубак (правый приток реки Непиль).

## История
Дата основания 1783 год.
Под хутором находится военный бункер масштабного плана, достигает до посёлка Павловский

## Население
| 1999 | 2002 | 2010 |
| ---- | ---- | ---- |
| 283  | ↘261 | ↗293 |